# Callopora horridoidea
Callopora horridoidea är en mossdjursart som beskrevs av Androsova 1958. Callopora horridoidea ingår i släktet Callopora och familjen Calloporidae. Inga underarter finns listade i Catalogue of Life.